# Festival de Teatro Clásico de Olmedo
El Festival de Teatro Clásico de Olmedo es un acontecimiento cultural que se celebra desde 2006 en la localidad vallisoletana de Olmedo (España).
Las representaciones de las obras del festival se llevan a cabo en la Corrala o Patio del Palacio del Caballero de Olmedo, un patio de 5.000 metros cuadrados rodeado por la muralla. Este espacio, también denominado Corral de Comedias, está ambientado de tal forma que evoca los recintos del mismo nombre típicos de los siglos XVI y XVII. Se encuentra en el casco antiguo del municipio y forma parte del propio Palacio, un museo que nació en 2005 a partir de la rehabilitación de una casona del siglo XVII, antigua mansión de los Condes de Bornos. 
Además de obras de teatro, el Festival incluye desde su nacimiento las llamadas Jornadas Olmedo Clásico. Estas comenzaron acogiendo monólogos y conferencias en su primera edición, pero con el paso de los años han ido derivando en debates y diálogos entre especialistas pertenecientes al ámbito teatral, compaginados con proyecciones y representaciones en directo. 

## Historia
El Festival de Teatro Clásico de Olmedo celebró su primera edición en el año 2006, concretamente entre los días 13 y 19 del mes de agosto. Fue iniciativa del Ayuntamiento de Olmedo, está asesorado por la compañía Teatro Corsario y estuvo patrocinada por la Junta de Castilla y León, la Diputación de Valladolid y Caja España. Al margen de las siete obras de teatro que se representaron, la primera edición también incluyó:
- Cinco conferencias.
- Mesa redonda centrada en la figura del Caballero de Olmedo.
- Exposición bibliográfica y del vestuario del montaje de El Caballero de Olmedo, de Lope de Vega.
- Un curso de análisis e interpretación de teatro clásico español, impartido por Fernando Urdiales, director de Teatro Corsario, y Esther Pérez, profesora de la Escuela de Arte Dramático de Valladolid.

Como se apuntaba desde la organización del Festival, este constituyó un “paso clave” para completar el proyecto que suponía el Palacio del Caballero de Olmedo, un “centro innovador” de ocio cultural. Asimismo, desde un principio se ha concebido Olmedo Clásico como una forma de impulsar la cultura y el teatro clásico en Castilla y León. La intención de los responsables de este evento es llevarlo al nivel de otros festivales ya consolidados en España, como el de Almagro, Mérida o Almería. 
Los contenidos del Festival están coordinados desde entonces por Benjamín Sevilla, gerente de la Sociedad de Turismo y Promoción de Olmedo, mientras que la coordinación de las Jornadas sobre Teatro Clásico corre a cargo de Germán Vega García-Luengos, catedrático de Literatura Española de la Universidad de Valladolid. 

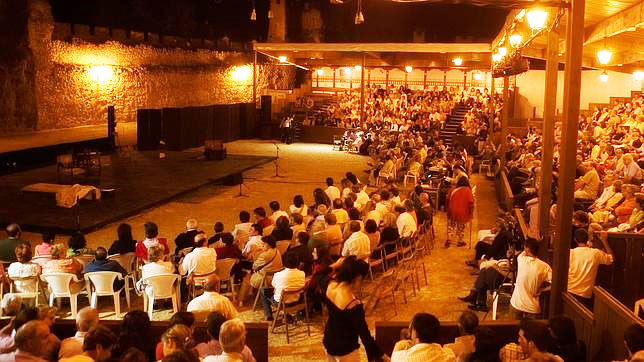

Las fechas del Festival se adelantaron en la segunda edición a los últimos diez días del mes de julio. Desde la cuarta edición, el evento pasó a celebrarse desde mediados del mes. Respecto al número de obras, este se ha ido incrementando con el paso de los años, hasta llegar a las 12 piezas teatrales (2015) o incluso 13 (2011). 
El VI Festival, celebrado en 2011, estuvo marcado por el recuerdo de Fernando Urdiales, fallecido en diciembre de 2010. Las Jornadas sobre teatro clásico, tituladas La actualidad de los clásicos (homenaje a Fernando Urdiales), estuvieron dedicadas a él, mientras que el curso de análisis e interpretación también lleva desde entonces el nombre del que fue director de Teatro Corsario. 
Como novedades respecto a la primera edición del Festival, en el de 2007 nació el espacio Clásicos en familia, cuyo objetivo consiste en que los niños y niñas se inicien en la experiencia del teatro clásico. Por otra parte, en la edición de 2015, se incorporó como novedad la sección De aperitivo un clásico con el propósito de “apostar por nuevas tendencias y lenguajes escénicos”. Este espacio del Festival fue acogido en la X Edición del Festival por el Centro de Artes Escénicas de San Pedro los domingos 19 y 26 de julio a las 12:45 horas. 
En esta edición tuvo especial relevancia la figura de Santa Teresa de Jesús (cuya madre era olmedana) por el 5º centenario de su nacimiento; y la segunda parte del Quijote, pues se cumplían 400 años desde su aparición. De acuerdo con la agencia EFE, un total de 8.000 espectadores asistieron a esta edición del Festival. 
En 2017 se celebrará entre el 14 y el 23 de julio la XII edición del Festival de Teatro Clásico de Olmedo. 

## Jornadas

Las Jornadas son parte sustancial de Olmedo Clásico. Su finalidad es la reflexión sobre las claves históricas y culturales que hicieron surgir el teatro clásico en su momento, así como sobre su vigencia actual. Los tres días de las Jornadas se sitúan en el corazón del Festival de teatro clásico de Olmedo, e incorporan las actividades programadas, entre las que ocupan lugar destacado sus tres espectáculos teatrales.
En definitiva, se trata de que las Jornadas cumplan con los objetivos principales que justifican su existencia indisociable del Festival: ayudar a entender a nuestros clásicos desde las claves de su época, analizar su vigencia actual en la investigación académica y en los escenarios o pantallas, contribuir a su difusión y proyectar su futuro. Porque somos muy conscientes del papel que las Jornadas de estas características han interpretado siempre como semillero y escuela de espectadores.
En definitiva, se pretende que las Jornadas sean cada vez más un punto de encuentro, de información y aprendizaje entre profesionales de las distintas facetas y todos aquellos a los que les gusta el teatro clásico, o están a punto de engancharse irremisiblemente.
Los tres días de las Jornadas se sitúan en el centro del Festival de teatro clásico de Olmedo, cuyos espectáculos dan pie a algunas de sus sesiones principales, en las que son objeto de explicaciones y debate, con participación de directores, actores, escritores y especialistas. También hay momentos para presentar novedades: proyectos, libros, páginas web y recursos digitales. 

## Premios y distinciones
El Festival de Teatro Clásico de Olmedo recibió en 2015 uno de los Piñones de Oro que anualmente entrega la Casa de Valladolid en Madrid. En la 35ª edición de estos premios se valoró especialmente la contribución del Festival para mejorar la imagen de la región en el exterior.
En 2016 recibió también el Premio de Teatro ‘Provincia de Valladolid’. El jurado valoró el certamen por ser «el referente más importante de Castilla y León en la promoción y difusión de la cultura y del teatro clásico español», asimismo por «la brillante trayectoria» del festival, que a través de sus once ediciones, extiende sus actividades no solo a la programación de espectáculos, sino también a la investigación, la docencia, la puesta en escena y la formación de actores, «configurándose como un certamen único y una cita imprescindible en el panorama de los festivales de teatro de España».